# 이탈리아 인민당 (1994년)
이탈리아 인민당(이탈리아어: Partito Popolare Italiano)은 이탈리아의 옛 정당이다.

## 역사
1994년 기독교민주당 인사들이 주축이 돼 창당됐다. 그러나 기민당과 달리 1994년 총선에서 전진 이탈리아와 좌파민주당에 밀려 군소정당으로 전락했다. 1996년 총선에선 중도좌파 정당들의 선거연합인 올리브나무에 가담했으며, 올리브나무가 승리하면서 각료들을 배출해냈다. 2002년 마르게리타에 흡수합당됐다.